# Karl Friedrich Burdach

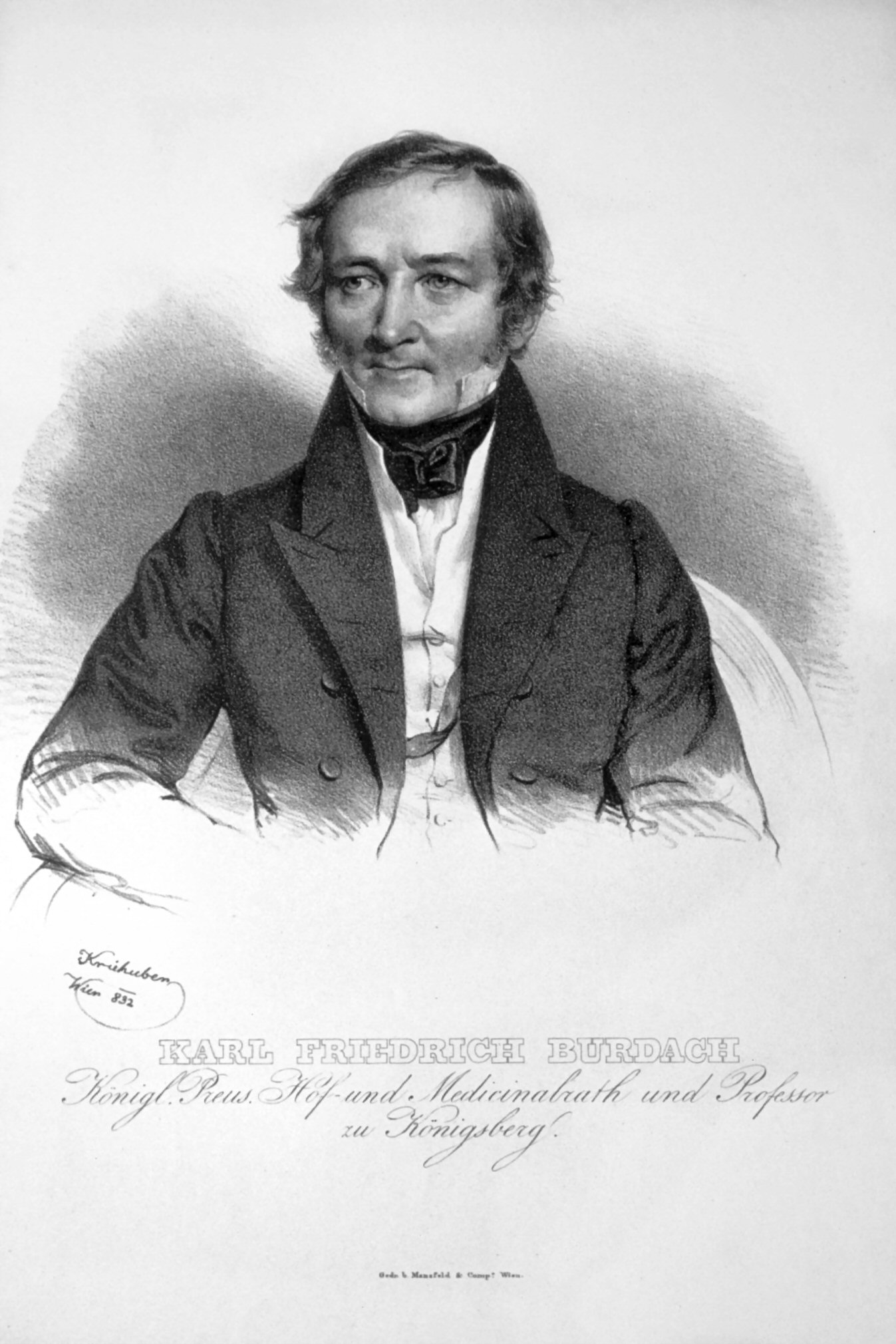
Karl Friedrich Burdach.

Karl Friedrich Burdach (Leipzig, 12 juni 1776 – Königsberg, 16 juli 1847) was een Duits fysioloog.
Burdach studeerde af als medicus te Leipzig in 1800, werd vervolgens hoogleraar in de fysiologie aan de Universiteit van Tartu in 1811, en vier jaar later hoogleraar aan de Universiteit van Königsberg.
Hij zou een van de eersten zijn die de term biologie hebben gebruikt. Hij was aanhanger van het vitalisme: hij geloofde in een levenskracht die de hele wereld schiep, inclusief alle levende wezens. 
- Bibliothèque nationale de France: cb105830174 (data)
- Gemeinsame Normdatei: 119498170
- International Standard Name Identifier: 0000 0000 8344 6083
- Library of Congress Control Number: n85816575
- Nationale Bibliotheek van Letland: 000157030
- Nationale Bibliotheek van Tsjechië: nlk20000083710
- Nationale Bibliotheek van Israël: 987007259269205171
- Nationale Bibliotheek van Polen: a0000002599955
- Nederlandse Thesaurus van Auteursnamen: 068991371
- Système universitaire de documentation: 110864956
- Virtual International Authority File: 72205404
- WorldCat: E39PBJtRHTxQBtxyxqBWG48grq